# C/2013 US10 (Catalina)
C/2013 US10 (Catalina) ist ein Komet, der um den Jahreswechsel 2015/16 überwiegend nur mit optischen Hilfsmitteln beobachtet werden konnte.

## Entdeckung und Beobachtung
Am 31. Oktober 2013 wurde im Rahmen des Catalina Sky Survey (CSS), eines Projekts zur Suche nach erdnahen Objekten (NEOs), mit einem 68-cm-Schmidt-Teleskop des Mount-Lemmon-Observatoriums in Arizona von Richard A. Kowalski ein vermeintlicher Asteroid bei einer Helligkeit von 19 mag aufgefunden. Das Objekt erhielt die provisorische Bezeichnung 2013 US10. Seine Bahn erschien für einen Asteroiden sehr seltsam und es stellte sich dann auch bald heraus, dass es sich um einen Kometen handelte, der daraufhin seine für einen Kometen untypische Bezeichnung erhielt. Zum Zeitpunkt seiner Entdeckung war der Komet noch 8,3 AE von der Sonne und 7,7 AE von der Erde entfernt. Nachträglich konnte festgestellt werden, dass er schon am 14. August 2013 bei einer Sonnenentfernung von 8,9 AE von Pan-STARRS 1 auf Hawaiʻi aufgenommen worden war.
Der Komet konnte zunächst bevorzugt von der Südhalbkugel aus beobachtet werden, ein Jahr nach seiner Entdeckung war seine Helligkeit bis auf etwa 14 mag angewachsen. Im Februar 2015 stand er für Beobachter auf der Erde in Konjunktion zur Sonne und konnte erst im April wieder aufgefunden werden. Er wanderte am Himmel noch weiter nach Süden und erreichte im August eine Helligkeit von 7 mag. Er begann sich jetzt zunächst wieder von der Erde zu entfernen, trotzdem stieg die Helligkeit weiter an bis Anfang September, als sie bis zur erneuten Konjunktion und dem Periheldurchgang leicht zurückging.
Am 22. November konnte der Komet erstmals wieder beobachtet werden, bei einer Helligkeit von 6 mag, und war dann in der Morgendämmerung auch auf der Nordhalbkugel ein Objekt, das mit einem Fernglas zu beobachten war. Einige Monate um das Perihel herum konnte auch ein Schweif beobachtet werden, der aber kaum über 1° Länge erreichte. Aus perspektivischen Gründen war zwischen Staub- und Gasschweif ein großer Winkel vorhanden. Bis Ende Dezember veränderte sich die Helligkeit wenig, der Komet wanderte immer weiter am Himmel nach Norden und konnte während der ganzen Nacht beobachtet werden. Am 1. Januar 2016 ging er um 11 Uhr UT in nur 0,45° Distanz am hellen Stern Arktur vorbei und stand am 31. Januar nur noch etwa 8,4° vom Himmelsnordpol entfernt. Ab Anfang Februar begann die Helligkeit rasch zurückzugehen. Im März lag sie bei nur noch 10 mag. Der Komet konnte fotografisch noch bis November 2017 beobachtet werden.

## Wissenschaftliche Auswertung
Mit dem 2,15-m-Teleskop der Astronomischen Einrichtung Leoncito in Argentinien wurden Beobachtungen des Kometen bei unterschiedlichem Sonnenabstand im sichtbaren Licht und im Roten durchgeführt, um daraus seine Staubproduktion und weitere Eigenschaften der Koma zu erhalten. Die Ergebnisse wurden mit denen anderer Kometen verglichen.
Ab Mitte August 2014 wurde der Komet über einen Zeitraum von 2 Jahren mit einem Spektrografen am 3-m-Teleskop der Infrared Telescope Facility (IRTF) auf dem Mauna Kea und in einem ähnlichen Zeitraum im Rahmen der NEOWISE-Mission an Bord des Wide-Field Infrared Survey Explorer im Infraroten beobachtet. Es wurde dabei das Vorhandensein von Wassereis-Körnern in der Koma des Kometen festgestellt. Es wurde abgeleitet, dass der Kern des Kometen sehr kleine Eiskörner von etwa 1 µm Größe enthält, die mit geringen Mengen von Staub verunreinigt sind, und die bei Annäherung des Kometen an die Sonne durch das Verdampfen von hochflüchtigem Kohlenstoffdioxid (CO2) mitgerissen werden.
Mitte Dezember 2015 wurde der Komet mit Teleskopen an drei Observatorien in Japan im sichtbaren Licht und im Infraroten polarimetrisch und spektroskopisch vermessen, um die Auswirkungen der Gasproduktion des Kometen auf die Polarisation zu studieren.
Der Komet Catalina wurde neben weiteren Kometen auch durch das Solar Wind Anisotropies (SWAN) Experiment an Bord des Solar and Heliospheric Observatory (SOHO) von Ende Juni 2015 bis Mitte Februar 2016 im Ultravioletten beobachtet. Es konnte aus den Aufnahmen die Produktionsrate von Wasser und ihre Veränderung in Abhängigkeit vom Sonnenabstand des Kometen ermittelt werden. Mit dem Tianma-Radioteleskop des Astronomischen Observatoriums Shanghai wurde Anfang Dezember 2015 die Emissionslinie des Hydroxyl-Radikals (OH) in der Koma des Kometen bei einer Wellenlänge von 18 cm beobachtet. Es konnte daraus ebenfalls die Produktionsrate von Wasser abgeleitet werden.
Mit einer neuartigen Methode, bei der aus der gemessenen Helligkeitsverteilung in der Koma durch ein mathematisches Modell auf die absolute Helligkeit des Kerns geschlossen wird, wurde aus einer photometrischen Beobachtung des Kometen vom 10. Januar 2016 ein effektiver Durchmesser des Kerns von 3,3 ± 0,5 km abgeleitet.
Da für den Kometen hinreichende Daten vorlagen über die auf ihn einwirkenden nicht-gravitativen Kräfte durch Ausgasung insbesondere von Wasser und ebenso über die Menge an sublimierendem Wasser (für den Kometen standardisiert in 1 AE Abstand von der Sonne in der Größenordnung von 2,2∙1029 Molekülen pro Sekunde, entsprechend etwa 6600 kg/s), konnte in einer Untersuchung von 2022 der Durchmesser des Kometenkerns mit zwei verschiedenen Methoden neu abgeschätzt werden. Es wurde dafür ein Wert von 4,0 ± 0,6 km gefunden.
Zwischen 2011 und 2020 wurden am Olmen Observatory in Belgien 119 Kometen photometrisch beobachtet, unter den langperiodischen auch vom August 2014 bis Oktober 2017 der Komet Catalina. Die Aktivität des Kometen im Maß seiner Staubproduktion wurde dabei als „moderat“ gefunden.

## Umlaufbahn
Für den Kometen konnte aus 4396 Beobachtungsdaten über einen Zeitraum von 4 ¼ Jahren eine hyperbolische Umlaufbahn bestimmt werden, die um rund 149° gegen die Ekliptik geneigt ist. Die Bahn des Kometen verläuft damit schräg gestellt zur Bahnebene der Planeten und er durchläuft seine Bahn gegenläufig (retrograd) zu ihnen. Im sonnennächsten Punkt (Perihel), den der Komet am 15. November 2015 durchlaufen hat, war er etwa 123,1 Mio. km von der Sonne entfernt und bewegte sich damit im Bereich zwischen den Umlaufbahnen der Venus und der Erde. Bereits am 14. August hatte der Komet sich ein erstes Mal der Erde bis auf etwa 162,9 Mio. km (1,09 AE) genähert und war dann am 11. November in 63,5 Mio. km Abstand am Merkur vorbeigegangen. Am 13. Dezember erfolgte eine Annäherung an den Mars bis auf 110,8 Mio. km und einen Tag danach an die Venus bis auf 47,2 Mio. km. Am 17. Januar 2016 passierte der Komet die Erde dann noch ein zweites Mal in einem geringeren Abstand von etwa 108,4 Mio. km (0,72 AE).
Nach den Bahnelementen, wie sie in der JPL Small-Body Database angegeben sind und die auch nicht-gravitative Kräfte auf den Kometen berücksichtigen, hatte seine Bahn lange vor seiner Passage des inneren Sonnensystems im Jahr 2015/16 noch eine Exzentrizität von etwa 0,999958 und eine Große Halbachse von etwa 19.500 AE (ca. 0,31 Lichtjahre), so dass seine Umlaufzeit bei 2,7 Mio. Jahren lag. Der Komet kam aus der Oortschen Wolke und erlebte wahrscheinlich als „dynamisch neuer“ Komet eine seiner ersten Passagen durch das innere Sonnensystem.
Durch die Anziehungskraft der Planeten, insbesondere durch Annäherungen an Uranus am 1. Oktober 2009 bis auf etwa 3 ¼ AE, an Saturn am 5. Oktober 2015 bis auf etwa 9 ¼ AE, an Jupiter am 29. Dezember 2015 bis auf knapp 4 ½ AE, sowie ein weiteres Mal an Uranus am 10. Juli 2022 bis auf etwa 7 ¼ AE Abstand, wird seine Bahnexzentrizität auf etwa 1,000212 vergrößert, so dass er das Sonnensystem auf einer hyperbolischen Bahn verlassen wird.